# Ilocos Region
De Ilocos Region is een van de 17 regio's van de Filipijnen. De regio wordt ook wel aangeduid als Region I. Het regionale centrum is San Fernando City in La Union. Bij de laatste census in 2007 had de regio ruim 4,5 miljoen inwoners.

## Geografie

### Topografie en landschap
Ilocos Region beslaat de noordwestkust van Luzon en ligt ingeklemd tussen de Zuid-Chinese Zee in het westen en de bergketen Cordillera Central bergketen in het oosten. De totale landoppervlakte is 12.840,2 km². Dit land omvat nauwe vlakke kuststroken, hoge bergen en wordt op sommige locaties door dichte bossen bedekt. In de Ligayen Gulf ligt het nationaal park Hundred Islands. De Agno rivier loopt door Pangasinan heen en komt uit in de Ligayen Gulf

### Bestuurlijke indeling
Ilocos Region bestaat uit 4 provincies. Daarin liggen 9 steden en 116 gemeenten. De steden en gemeenten zijn op hun beurt opgedeeld in 3265 barangays.

#### Provincies
- Ilocos Norte
- Ilocos Sur
- La Union
- Pangasinan

#### Steden
- Batac, Ilocos Norte
- Laoag, Ilocos Norte
- Vigan, Ilocos Sur
- Candon, Ilocos Sur
- San Fernando, La Union
- Alaminos, Pangasinan
- Urdaneta, Pangasinan
- Dagupan, Pangasinan
- San Carlos, Pangasinan

#### Gemeenten
| - Adams - Agno - Agoo - Aguilar - Alcala - Alilem - Anda - Aringay - Asingan - Bacarra - Bacnotan - Badoc - Bagulin - Balaoan - Balungao - Banayoyo - Bangar - Bangui - Bani - Banna | - Bantay - Basista - Bauang - Bautista - Bayambang - Binalonan - Binmaley - Bolinao - Bugallon - Burgos - Burgos - Burgos - Burgos - Caba - Cabugao - Calasiao - Caoayan - Carasi - Cervantes - Currimao | - Dasol - Dingras - Dumalneg - Galimuyod - Gregorio del Pilar - Infanta - Labrador - Laoac - Lidlidda - Lingayen - Luna - Mabini - Magsingal - Malasiqui - Manaoag - Mangaldan - Mangatarem - Mapandan - Marcos - Nagbukel | - Naguilian - Narvacan - Natividad - Nueva Era - Pagudpud - Paoay - Pasuquin - Piddig - Pinili - Pozzorubio - Pugo - Quirino - Rosales - Rosario - Salcedo - San Emilio - San Esteban - San Fabian - San Gabriel - San Ildefonso | - San Jacinto - San Juan - San Juan - San Manuel - San Nicolas - San Nicolas - San Quintin - San Vicente - Santa - Santa Barbara - Santa Catalina - Santa Cruz - Santa Lucia - Santa Maria - Santa Maria - Santiago - Santo Domingo - Santo Tomas - Santo Tomas - Santol | - Sarrat - Sigay - Sinait - Sison - Solsona - Sual - Sudipen - Sugpon - Suyo - Tagudin - Tayug - Tubao - Umingan - Urbiztondo - Villasis - Vintar |

## Demografie
Ilocos Region had bij de census van 2007 een inwoneraantal van 4.545.906 mensen. Dit zijn 345.428 mensen (8,2%) meer dan bij de vorige census van 2000. De gemiddelde jaarlijkse groei komt daarmee uit op 1,1%, hetgeen iets lager is dan het landelijk jaarlijks gemiddelde over deze periode (2,04%). Vergeleken met de census van 1995 is het aantal mensen met 742.016 (19,5%) toegenomen.
De bevolkingsdichtheid van Ilocos Region was ten tijde van de laatste census, met 4.545.906  inwoners op 12.840,2 km², 354,0 mensen per km².